# Johan Sylvester Saxtorph
Johan Sylvester Saxtorph (27. oktober 1772 – 22. april 1840) var en dansk læge.
J.S. Saxtorph var en søn af etatsråd Matthias Saxtorph og blev født i København. Dimitteret privat til Københavns Universitet 1788 tog han 1792 den kirurgiske eksamen ved det Chirurgiske Akademie, blev samme år kirurgisk kandidat på Frederiks Hospital og desuden som faderens assistent lektor ved Jordemoderskolen på Fødselsstiftelsen; det følgende år tog han medicinsk eksamen ved fakultetet. Som velmeriteret kirurgisk kandidat søgte han ansættelse som reservekirurg ved det kirurgiske Akademi, men blev gentagne gange forbigået af yngre og ueksaminerede, vistnok på grund af akademiets fjendtlige forhold til hans fader. Men så støttedes han også til gengæld meget varmt af det medicinske fakultet, hvis indflydelsesrige dekanus hans fader tilmed var.
Efter at han 1795 under dennes præsidium havde forsvaret en afhandling om de obstetriciske instrumenter for doktorgraden og dernæst var blevet promoveret af faderen som universitetets daværende rektor, blev han udsendt med et ekstraordinært stipendium på en stor studierejse, og da den unge anatomiske professor Magnus Horrebow det følgende år døde, satte fakultetet sig straks i bevægelse for at erhverve professoratet for den unge Saxtorph ved dennes tilbagekomst, i det hans fader påtog sig i mellemtiden at varetage den anatomiske undervisning. Sagen gik også i orden, og den unge Saxtorph, der rundt om i udlandet havde nydt meget opmærksomhed som den berømte Matthias Saxtorphs søn og kom hjem som medlem af forskellige lærde selskaber, blev straks efter (1799) udnævnt til professor extraordinarius i kirurgi og fødselsvidenskab.
Da faderen det følgende år døde, overtog sønnen dennes stilling som stadsaccouchør samt accouchør ved Fødselsstiftelsen og læge ved Plejestiftelsen, blev samtidig også medlem af direktionen for disse stiftelser ligesom medlem af Jordemoderkommissionen og Collegium medicum, blev desuden 1801 distriktslæge i København, 1803 medlem af det nyoprettede Sundhedskollegium og 1805 ved Johan Clemens Todes afgang professor ordinarius og assessor consistorii.
Saxtorph stod således i en endnu ung alder som fuld arvtager af faderens banebrydende virksomhed, men formåede ikke at fyldestgøre de fordringer, som stilledes til hans fremskudte position og til navnet. Han var en intelligent og vel instrueret mand, dertil udrustet med sympatiske egenskaber som læge og skattet som sådan for sin samvittighedsfuldhed og dygtighed, men, i den mest afgjorte modsætning til faderen, blottet for videnskabeligt initiativ og energi.
I litterær henseende præsterede han i sin lange professortid intet andet end gennemsete nye udgaver af faderens jordemoderbøger samt nogle små og lidet betydende afhandlinger i tidsskrifterne, i Fysisk, økonomisk og medico-kirurgisk Bibliothek, ved hvilket han i sin ungdom, vistnok nærmest som Ole Hieronymus Mynsters ven, var blevet medarbejder, i det medicinske Selskabs Acta og i Bibliothek for Læger.
Som Fødselsstiftelsens accouchør og universitetslærer fulgte han de af hans fader banede spor uden at gøre tidsånden og udviklingen de reformindrømmelser, som efterhånden krævedes; således lod han fordringen om metodisk klinisk undervisning for de studerende, hvilken i 1830'erne kom frem med bestandig større styrke, ganske uænset, hvad der i øvrigt fandt en naturlig forklaring i de yderst vanskelige forhold, hvorunder han var stillet i Fødselsstiftelsen på grund af de bestandig mere overhåndtagende, voldsomme barselfeberepidemier. De foranstaltninger, som Saxtorph traf for at hæmme og standse dem, viste sig frugtesløse—hvad der dog også var tilfældet med alle de samtidige bestræbelser ved udenlandske fødselsstiftelser --, og hans sidste funktionstid forbitredes ved anonyme angreb på hans ledelse af Fødselsstiftelsen.
I hans officielle karriere gjorde dog disse uheldige forhold og mangler intet skår. Efter at være blevet consistorialis var han gentagne gange universitetets rektor, 1819 blev han medlem af Videnskabernes Selskab, 1822 æresmedlem af det Kongelige medicinske Selskab, 1823 medlem af direktionen for det Classenske Litteraturselskab, 1826 etatsråd, 1831 medlem af Frederiks Hospitals direktion og 1836 konferensråd. Som universitetets senior døde han 1840.
1821 havde han ægtet Ulrikke Eleonora Schwane Hansen, datter af købmand Hans Jacob Hansen og Anna Christine, født Liebenberg, der senere som enke ægtede Saxtorphs fakultetskollega professor O.H. Mynster. I ægeteskabet fødtees Matthias Hieronymus Saxtorph, der også blev læge.